# (42301) 2001 UR163
(42301) 2001 UR163, também escrito como (42301) 2001 UR163, é um corpo menor que está localizado no disco disperso, uma região do Sistema Solar. Este objeto está em uma ressonância orbital de 4:9 com o planeta Netuno. A análise da amplitude da curva de luz mostra apenas pequenos desvios, sugerindo que (42301) 2001 UR163 é um esferoide com pequenas manchas no albedo. Ele possui uma magnitude absoluta de 4,2 e tem um diâmetro estimado com cerca de 352 ± 85 quilômetros. Em sua página na internet, o astrônomo Mike Brown lista este corpo celeste como um provável planeta anão, mas o diâmetro do objeto nunca foi medido.

## Descoberta
(42301) 2001 UR163 foi descoberto no dia 21 de outubro de 2001 pelo Deep Ecliptic Survey (DES) em Kitt Peak.

## Órbita
A órbita de (42301) 2001 UR163 tem uma excentricidade de 0,282 e possui um semieixo maior de 51,419 UA. O seu periélio leva o mesmo a 36,905 UA do Sol e seu afélio a uma distância de 65,934 UA.
Ele veio ao periélio em torno de 1937. Em 2006, mudou-se para além de 50 UA de distância do Sol. Hoje é de 51,9 UA do Sol.

## Características físicas
(42301) 2001 UR163 tem o mais vermelho índice de cor que qualquer objeto do sistema solar. Em 31 de outubro de 2002, o Telescópio Canadá-França-Havaí com 3,6 metros observou (42301) 2001 UR163 e estabeleceu um recorde de leitura vermelho B−R=2.28. Isso faz com que (42301) 2001 UR163 fosse ainda mais vermelho do que Folo, (119070) 2001 KP77, Sedna, e o cometa C/2001 T4. A vermelhidão do espectro é causada por irradiação cósmica pela radiação ultravioleta e partículas carregadas. A parte mais azul no espectro é causado por colisões expondo o interior do objeto. No espectro visível (42301) 2001 UR163 parece laranjo-castanho, dependendo do seu albedo.